# 日産・エヴァリア
エヴァリア（EVALIA）は、インドネシアで日産自動車により製造・販売されていたライトバン及びミニバンである。